# Artificialité
L'artificialité (également appelée facticité) est le produit de la fabrication mécanique de l'homme, plutôt qu'une production naturelle par le biais d'un processus n'impliquant pas ou n'exigeant pas une intervention humaine, en vue de sa substitution.

## Connotations
L'artificialité implique souvent que le produit soit faux, contrefait ou trompeur. Le philosophe Aristote a écrit dans sa Rhétorique : « Le naturel est persuasif, l'artificiel est le contraire ; car nos auditeurs ont des préjugés et pensent que nous avons un dessein contre eux, comme si nous leur mélangeions des vins. C'est comme la différence entre la qualité de la voix de Theodorus et celle de tous les autres acteurs : il semble que ce soit vraiment celui du personnage qui parle, mais pas le leur. »
Cependant, l'artificialité n'a pas nécessairement une connotation négative, comme elle peut aussi refléter la capacité de l'homme à reproduire des formes ou des fonctions découlant de la nature, comme avec un cœur artificiel ou avec l'intelligence artificielle.
Le politologue et expert de l'intelligence artificielle, Herbert A. Simon observe que « certaines choses artificielles sont les imitations de ce que l'on trouve dans la nature, et l'imitation peut utiliser les mêmes matériaux de base que la version naturelle ou des matériaux tout à fait différents ». Simon fait la distinction entre l'artificiel et le synthétique, le premier étant une imitation de quelque chose existant dans la nature (par exemple, un édulcorant artificiel qui génère de la douceur à l'aide d'une formule non présente dans la nature), et dans le second une réplique de quelque chose d'existant dans la nature (par exemple, un sucre créé dans un laboratoire qui est chimiquement impossible à distinguer du sucre naturel). Certains philosophes sont allés plus loin et affirment que, dans un monde déterministe, « tout est naturel et rien n'est artificiel », car l'intégralité du monde (y compris tout ce qui est fait par l'homme) est le produit des lois de la physique du monde.

## Distinction des objets naturels à partir d'objets artificiels
Il est généralement possible pour l'homme, et, dans certains cas, pour les ordinateurs, de distinguer le naturel du synthétique. L'environnement artificiel a tendance à être plus régulier à la fois dans l'espace et dans le temps, alors que les milieux naturels tendent à avoir à la fois des structures irrégulières et des structures qui changent au fil du temps. Cependant, d'une observation plus en détail, il est possible de discerner des structures mathématiques et des modèles dans un environnement naturel, qui peuvent ensuite être reproduits pour créer un environnement artificiel avec une apparence plus naturelle.
Par exemple, en identifiant et en imitant les moyens naturels de formation de motifs, certains types d'automates ont été utilisés pour générer des textures d'apparence organique, permettant ainsi la réalisation d'ombrages plus réalistes sur les objets 3D,.